# Вулька-Шеленжна
Вулька-Шеленжна (пол. Wólka Szelężna) — село в Польщі, у гміні Зволень Зволенського повіту Мазовецького воєводства.
Населення — 205 осіб (2011).
У 1975-1998 роках село належало до Радомського воєводства.

## Демографія
Демографічна структура станом на 31 березня 2011 року:
|          | Загалом | Допрацездатний вік | Працездатний вік | Постпрацездатний вік |
| -------- | ------- | ------------------ | ---------------- | -------------------- |
| Чоловіки | 106     | 22                 | 72               | 12                   |
| Жінки    | 99      | 22                 | 51               | 26                   |
| Разом    | 205     | 44                 | 123              | 38                   |